# Mahonie (plant)
Mahonie (Berberis aquifolium, synoniem: Mahonia aquifolium) is een giftige, groenblijvende struik die behoort tot de berberisfamilie (Berberidaceae). De plant wordt ook wel druifstruik genoemd. Het is een stinsenplant die in de negentiende eeuw is ingeburgerd. Naast de wilde vorm bestaan cultivars, die gebruikt worden in tuinen, parken en plantsoenen.

## Kenmerken
De struik wordt 50-150 cm hoog. De bladeren zijn oneven geveerd met vijf tot negen eironde deelblaadjes met een lengte van 4-8 cm. De blaadjes zijn stekelig getand en bovenaan glanzend.
De struik bloeit in april en mei met gele bloemen, die in korte tot pluimen verenigde trossen zitten. De vrucht is een groen berijpte bes die later blauw wordt. Na de bloei vormt mahonie blauwzwarte bessen. Het vruchtvlees van de bes is eetbaar, maar de pitten in de bes zijn giftig, evenals de wortel. Mahonie komt voor op droge grond in naaldbossen.

## Ecologie en verspreiding
Mahonie groeit op licht beschaduwde plekken op vrij droge tot iets vochtige, vrij voedselarme tot matig voedselrijke, zwak zure of vaak iets kalkhoudende zandige grond en ook op steenachtige plekken zoals oude muren. Zij staat in naaldbossen, zoals van Douglasspar en Zwarte den, in houtwallen en in struwelen, in duinen, op verlaten spoorwegterreinen, begraafplaatsen en in stadsparken. De soort stamt uit het westen van Noord-Amerika waar ze groeit in bossen van Douglasspar. Ze is plaatselijk ingeburgerd in het westen van Europa, onder andere in Frankrijk, Groot-Brittannië, Duitsland, België en Nederland. In Nederland is ze vooral te vinden in de Hollandse en Zeeuwse duinen en in het zuiden, midden en oosten van het land. In Vlaanderen is ze plaatselijk ingeburgerd en in Wallonië zeldzaam.

## Cultivars
Voor gebruik in de tuin zijn een aantal cultivars ontwikkeld. Cultivars zijn:
- Mahonia aquifolium 'Apollo' (ook wel druifstruik genoemd, hoewel ook andere soorten zo genoemd worden)
- Mahonia aquifolium 'Smaragd'

Dit zijn winterbloeiers.

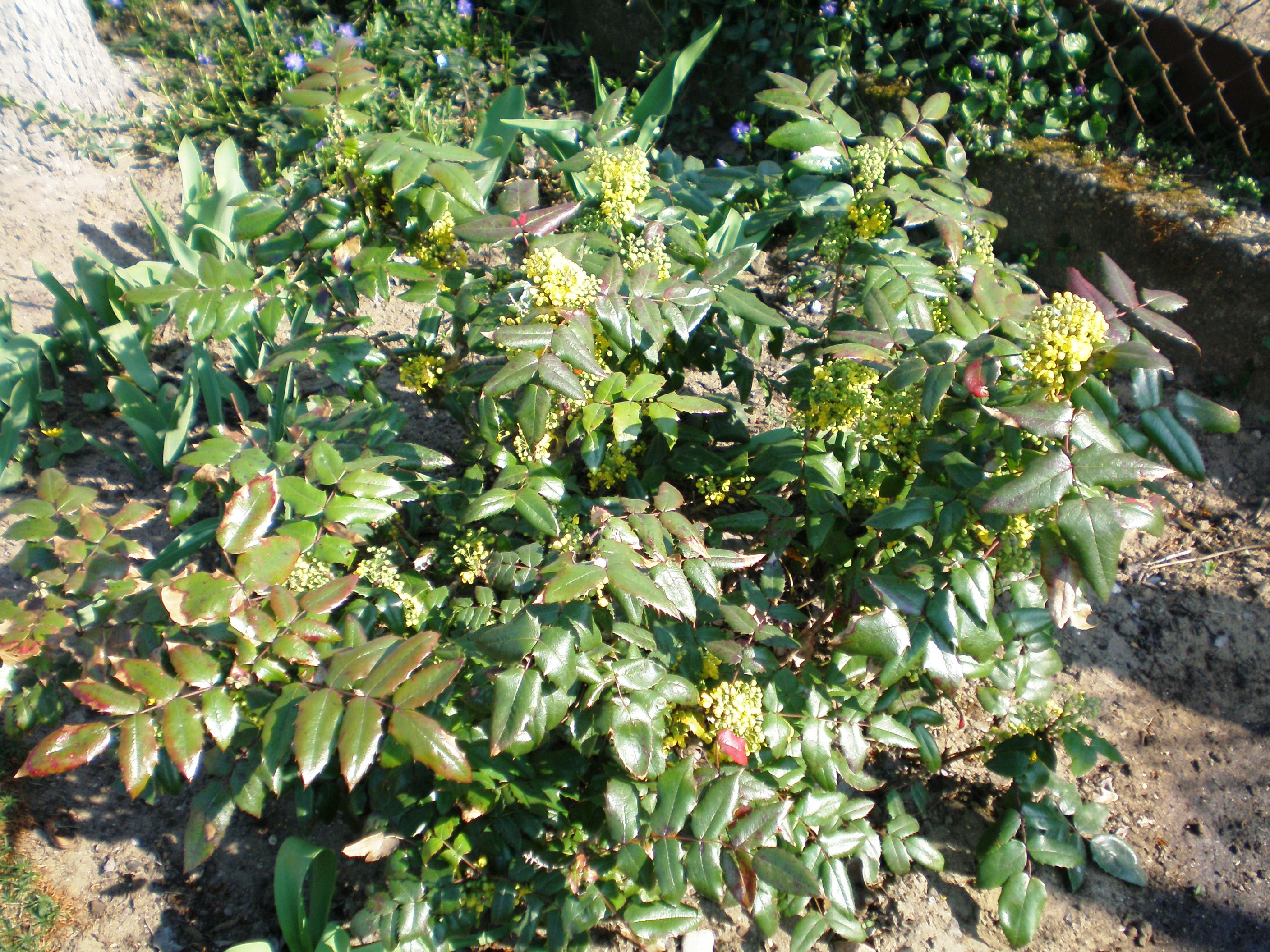
Struiken
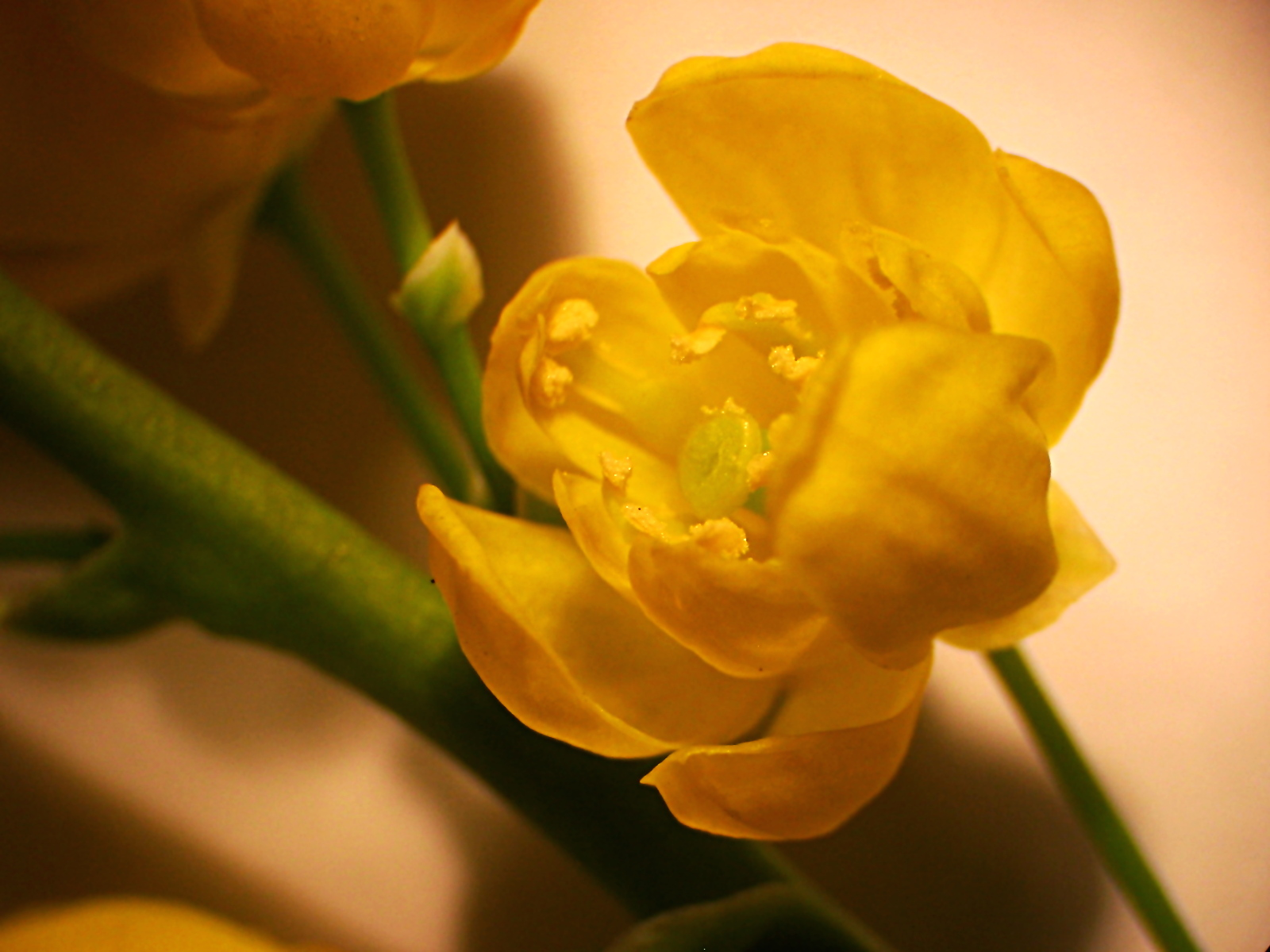
Bloem
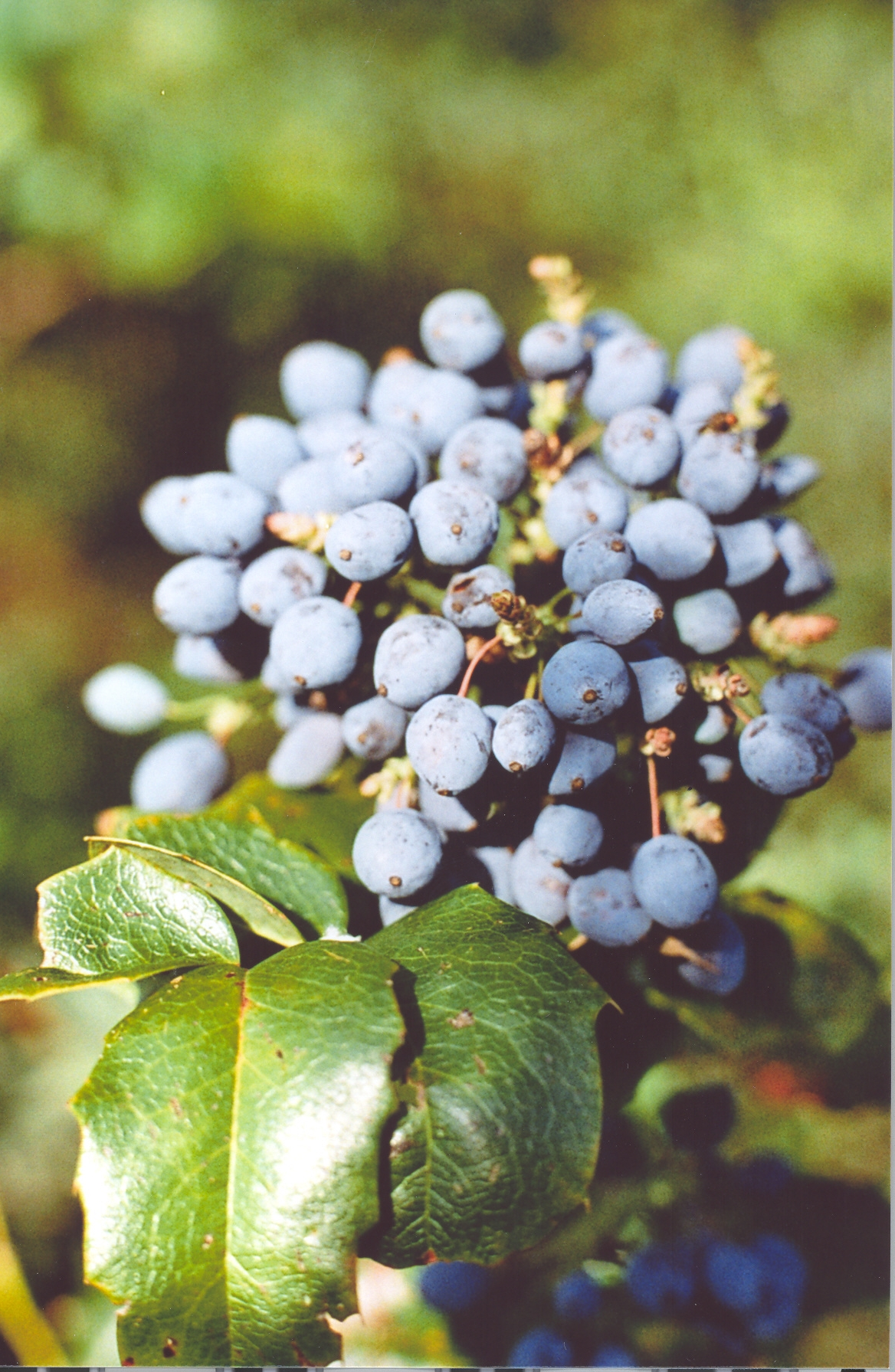
Bessen